# Cliff Potts
Pour les articles homonymes, voir Potts.
Cliff Potts est un acteur américain, né le 5 janvier 1942 à Glendale en Californie.

## Filmographie

### Télévision
- 1967 : Match contre la vie (Run for Your Life, titre québécois Sauve qui peut) créée par Roy Huggins (série télévisée, 1 épisode, Three Passengers for the Lusitania) : Lee Harper
- 1967 : Le Virginien (The Virginian) créée par Charles Marquis (série télévisée, 1 épisode, Johnny Moon) : Wes
- 1969 : The Bold Ones: The New Doctors (série télévisée, 1 épisode, Rebellion of the Body) : chauffeur de l'ambulance
- 1968-1969 : Les Règles du jeu (The Name of the Game) créée par Leslie Stevens (série télévisée, 6 épisodes) : Andy Hill
- 1970 : Médecins d'aujourd'hui (Medical Center) (série télévisée, 1 épisode, A Matter of Tomorrow) : Johnny Kane
- 1970 : San Francisco International de John Llewellyn Moxey (téléfilm) : William Sturtevant
- 1972 : Invitation to a March de Marvin J. Chomsky (téléfilm)
- 1972 : Magic Carpet de William A. Graham (téléfilm) : Roger Warden
- 1973 : Owen Marshall: Counselor at Law (série télévisée, 1 épisode, Poor Children of Eve) : Père Koveny
- 1967-1973 : L'Homme de fer (Ironside) créée par Collier Young (série télévisée, 2 épisodes, The Man Who Believed 1967 et The Hidden Man 1973) : Father Koveny / Dan Peabody
- 1974 : Live Again, Die Again (en) de Richard A. Colla (téléfilm) : Joe Dolan
- 1974 : A Case of Rape de Boris Sagal (téléfilm) : Larry Retzliff
- 1974 : Hec Ramsey (série télévisée, 1 épisode, Only Birds and Fools) : Tom Bailey
- 1974 : Trapped Beneath the Sea de William A. Graham (téléfilm) : Gordon Gaines
- 1975 : Nevada Smith de Gordon Douglas (téléfilm) : Nevada Smith
- 1975 : The Family Holvak de Corey Allen et Vincent Sherman (série télévisée, 1 épisode, The Wedding)
- 1969-1976 : Docteur Marcus Welby (Marcus Welby, M.D.) créée par David Victor (série télévisée, 6 épisodes)
- 1976 : Once an Eagle de Richard Michaels et E.W. Swackhamer (feuilleton télévisé) : Courtenay Massengale
- 1977 : Danger in Paradise de Marvin J. Chomsky (téléfilm) : Mitch Fears
- 1977 : Big Hawaii (série télévisée) : Mitch Fears
- 1978 : Les Quatre Filles du docteur March (Little Women) de David Lowell Rich (téléfilm) : John Brooke
- 1979 : Les Quatre Filles du docteur March (Little Women) de Gordon Hessler (série télévisée) : John Brooke
- 1979 : La Dernière Chevauchée des Dalton (The Last Ride of the Dalton Gang) de Dan Curtis (téléfilm) : Bob Dalton
- 1980 : Belle Starr de John A. Alonzo (téléfilm) : Cole Younger
- 1980 : Croisière en enfer (Desperate Voyage) de Michael O'Herlihy (téléfilm) : Vic
- 1981 : Trapper John, M.D. (série télévisée, 1 épisode, Give Till It Hurts) : Brian Brancusi
- 1981 : Falcon Crest créée par Earl Hamner (feuilleton télévisé, 1 épisode, A Time for Saboteurs) : Paul Salinger
- 1982 : Bret Maverick (série télévisée, 1 épisode, The Eight Swords of Dyrus and Other Illusions of Grandeur) : The Great Malooley
- 1981-1982 : Lou Grant créée par Allan Burns, James L. Brooks et Gene Reynolds (série télévisée, 3 épisodes) : Ted McCovey
- 1982 : Hooker (T.J. Hooker) créée par Rick Husky (série télévisée, 1 épisode, Deadly Ambition) : Détective Holland
- 1982 : Jake Cutter (Tales of the Gold Monkey) créée par Donald P. Bellisario (série télévisée, 2 épisodes, Black Pearl et The Late Sarah White) : Johnny Kimble
- 1983 : Le Combat de Candy Lightner (M.A.D.D.: Mothers Against Drunk Drivers) de William A. Graham (téléfilm) : Steve Lightner
- 1983 : For Love and Honor de Gary Nelson (téléfilm) : Sergent Allard
- 1983-1984 : For Love and Honor (série télévisée, 12 épisodes) : premier Sergent Eugene Allard
- 1984 : Glitter (série télévisée, 1 épisode, Trouble in Paradise)
- 1984 : Simon et Simon (Simon & Simon) créée par Phillip DeGuere (série télévisée, 1 épisode, What Goes Around Comes Around) : Dwayne Bellwood
- 1985 : Alerte à l'aéroport (International Airport) de Don Chaffey et Charles S. Dubin (téléfilm) : Jack
- 1986 : Alfred Hitchcock présente (Alfred Hitchcock Presents) d'après Alfred Hitchcock présente créée par Alfred Hitchcock en 1955 (série télévisée, 1 épisode, Beast in View) : Roger Harden
- 1986 : Harry Fox, le vieux renard (Crazy Like a Fox) (série télévisée, 1 épisode, The Fox Who Saw Too Much)
- 1986 : Starman créée par Bruce A. Evans et Raynold Gideon (série télévisée, 1 épisode, Best Buddies) : Jake Lawton
- 1987 : Stingray créée par Larry Shaw (série télévisée, 1 épisode, Echoes) : Stephen
- 1987 : MacGyver créée par Lee David Zlotoff (série télévisée, 1 épisode, Pirates) : Gar Manning
- 1987 : CBS Summer Playhouse (série télévisée, 1 épisode, Day to Day) : Mike
- 1984-1987 : Hôtel (Hotel) créée par Aaron Spelling (série télévisée, 3 épisodes) : Lester Hooten / Ward Matthews / Martin Stewart
- 1988 : Dallas créée par David Jacobs (série télévisée, 4 épisodes) : Boaz Harper
- 1989 : Alerte à Malibu (Baywatch) créée par Michael Berk, Douglas Schwartz et Gregory J. Bonann (série télévisée, 1 épisode, Rookie School) : Coach Coglin
- 1985-1990 : Arabesque (Murder, She Wrote) créée par Peter S. Fischer (série télévisée, 2 épisodes, Funeral at Fifty-Mile 1985, Deadly Misunderstanding 1990) : Sheriff Ed Potts / Ralph Maddox
- 1991 : Matlock créée par Dean Hargrove (série télévisée, 1 épisode, The Parents) : Harry Neiman
- 1991 : Star Trek : La Nouvelle Génération (Star Trek: The Next Generation) créée par Gene Roddenberry (série télévisée, 1 épisode, L’Enseigne Ro Ensign Ro) : Admiral Kennelly
- 1992 : Guerres privées (Civil Wars) créée par William M. Finkelstein (série télévisée, 1 épisode, Whippet 'Til It Breaks) :
- 1995 : La Mémoire volée (See Jane Run, titre québécois La Mémoire fracturée) de John Patterson (téléfilm) : Daniel Garson
- 1995 : Vanishing Son (série télévisée, 1 épisode, Birds of Paradise) : Wyatt Parnell
- 1998 : Ultime Recours (Vengeance Unlimited) de James Frawley et Lou Antonio (série télévisée, 1 épisode, Justice) : Donald Block

### Cinéma
- 1968 : Un colt nommé Gannon (A Man Called Gannon) de James Goldstone : Ike
- 1970 : Le Clan des irréductibles (Sometimes a Great Notion) de Paul Newman : Andy Stamper
- 1972 : Snow Job (en) de George Englund : Bob Skinner
- 1972 : Silent Running (titre québécois Et la terre survivra) de Douglas Trumbull : John Keenan
- 1972 : Requiem pour un espion (The Groundstar Conspiracy) de Lamont Johnson : Carl Mosely
- 1972 : Cry for Me, Billy de William A. Graham : Billy
- 1974 : Hangup de Henry Hathaway : Lou
- 1978 : Love's Dark Ride de Delbert Mann : Stephen P. Ehlers
- 1983 : Sahara de Andrew V. McLaglen : String
- 1990 : Under Crystal Lake de Kris Kertenian
- 1996 : Deadly Charades de Kelley Cauthen : Tate
- 1999 : Temptations (titre québécois Tentations) de Romy Hayes : Ben Hopkins
- 1999 : Counter Measures de Fred Olen Ray : (film directement sorti en vidéo) : amiral Harrison
- 1999 : Embrace the Darkness de Kelley Cauthen : Turner